# 陈庆长
陈庆长，湖北蘄水人，清朝政治人物。拔贡出身。
陈庆长曾于1856年接替姚曾翼任华亭县知县一职，1857年由廖秩玮接任。